# Демьян Бедный (теплоход)
«Демьян Бедный» — трёхпалубный речной пассажирский теплоход типа Сергей Есенин (проект Q-065). Назван в честь русского поэта и общественного деятеля Демьяна Бедного. Крёстной матерью теплохода является Элли Хайден.

## История
Построен на верфи Österreichische Schiffswerften AG в городе Корнойбург (Австрия) в 1985 году. Поставлен Ленскому объединённому речному пароходству. В настоящий момент совершает круизы по реке Лена по маршрутам Якутск — Ленские столбы — Якутск, Якутск — Ленские щёки — Якутск и Якутск — о. Тайменный — Якутск (рыболовный круиз). Один из пяти теплоходов этого проекта и один из двух подобных на Лене.

### Капитаны теплохода «Демьян Бедный»
- Пуденков Анатолий Леонтьевич †
- Богданов Виктор Егорович †
- Ложкин Александр Васильевич †
- Баньков Владимир Николаевич
- Немков Максим Борисович
- Борисов Олег Викторович
- Горбунов Алексей Романович
- Суранов Денис Васильевич

## На борту
Теплоход оснащён тремя главными двигателями Volvo-Penta D-13B-E MH (R1-450) по 331 кВт. и приводится в движение тремя пятилопастными винтами. Управление осуществляется с помощью трёх рулей, дополнительно в носу установлено подруливающее устройство, приводимое двигателем мощностью 207 кВт. Теплоход имеет 2 спасательных мотобота, 2 рабочие моторные лодки и 2 гидроцикла.
Состав радио-навигационного оборудования: 2 РЛС (Furuno FAR-2117), СОЭНКИ/ЭКНИС-270, навигатор ГЛОНАСС/GPS Фарватер РК-2006, навигатор GPS Furuno GP-32, спутниковый компас Фарватер РК-2003, АИС Транзас Т-104, Регистрирующая тепловизионная станция М-625L, эхолот НЭЛ-4M, эхолот переднего обзора EchoPilot FLS 3D, 2 ПВ/КВ радиостанции Vertex VX-1700, 2 УКВ радиостанции Ермак СР-360, 4 УКВ радиостанции Vertex VX-417. На теплоходе имеется спутниковое телевидение (антенна t-130).
На теплоходе «Демьян Бедный» к услугам туристов четырех- (22), трёх- (24) и двухместные (6) стандартные каюты, а также каюты классов люкс (2) и полулюкс (17), расположенные на главной и шлюпочной палубах и оборудованные санитарным блоком (туалет, душ, умывальник), кондиционером, TV- и радиоточкой. Каюты люкс и полулюкс также оборудованы двух-спальными местами, телевизором, холодильником и индивидуальным дополнительным кондиционером. На борту имеется кинозал (конференц-зал), салон отдыха, музыкальный салон с баром и танцполом, ресторан, сауна, парикмахерская, гладильная комната, медпункт.

## Суда-близнецы (проект Q-065)
- Александр Блок
- Валерий Брюсов
- Михаил Светлов
- Сергей Есенин

## Фотографии

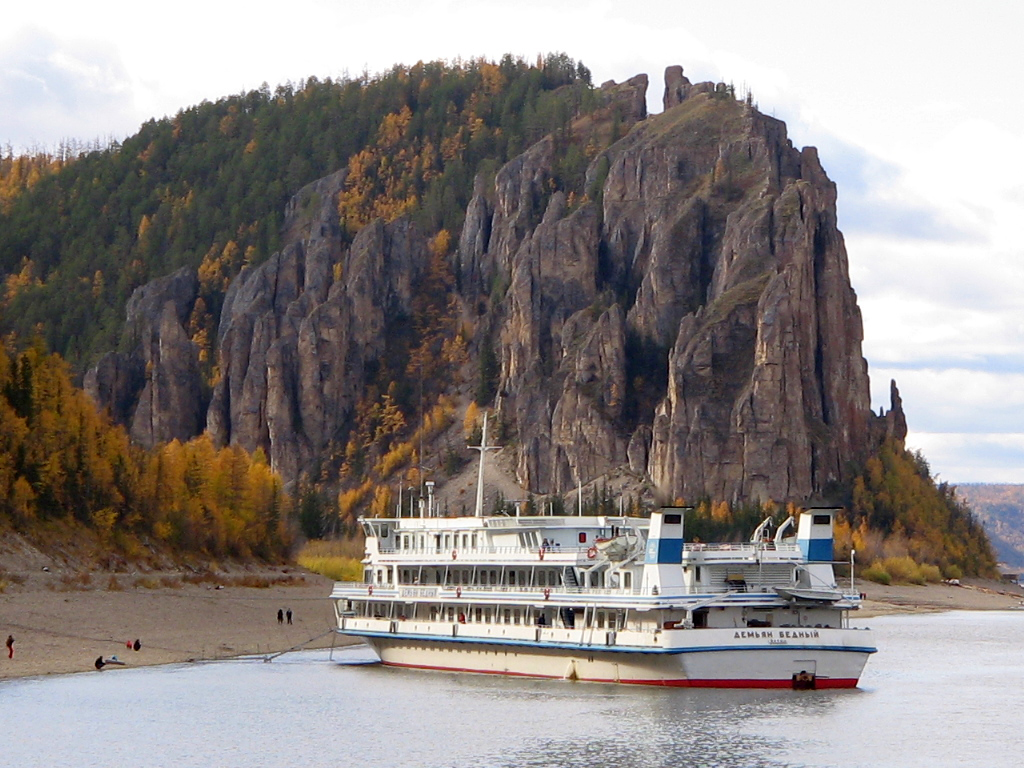
Теплоход на Ленских столбах
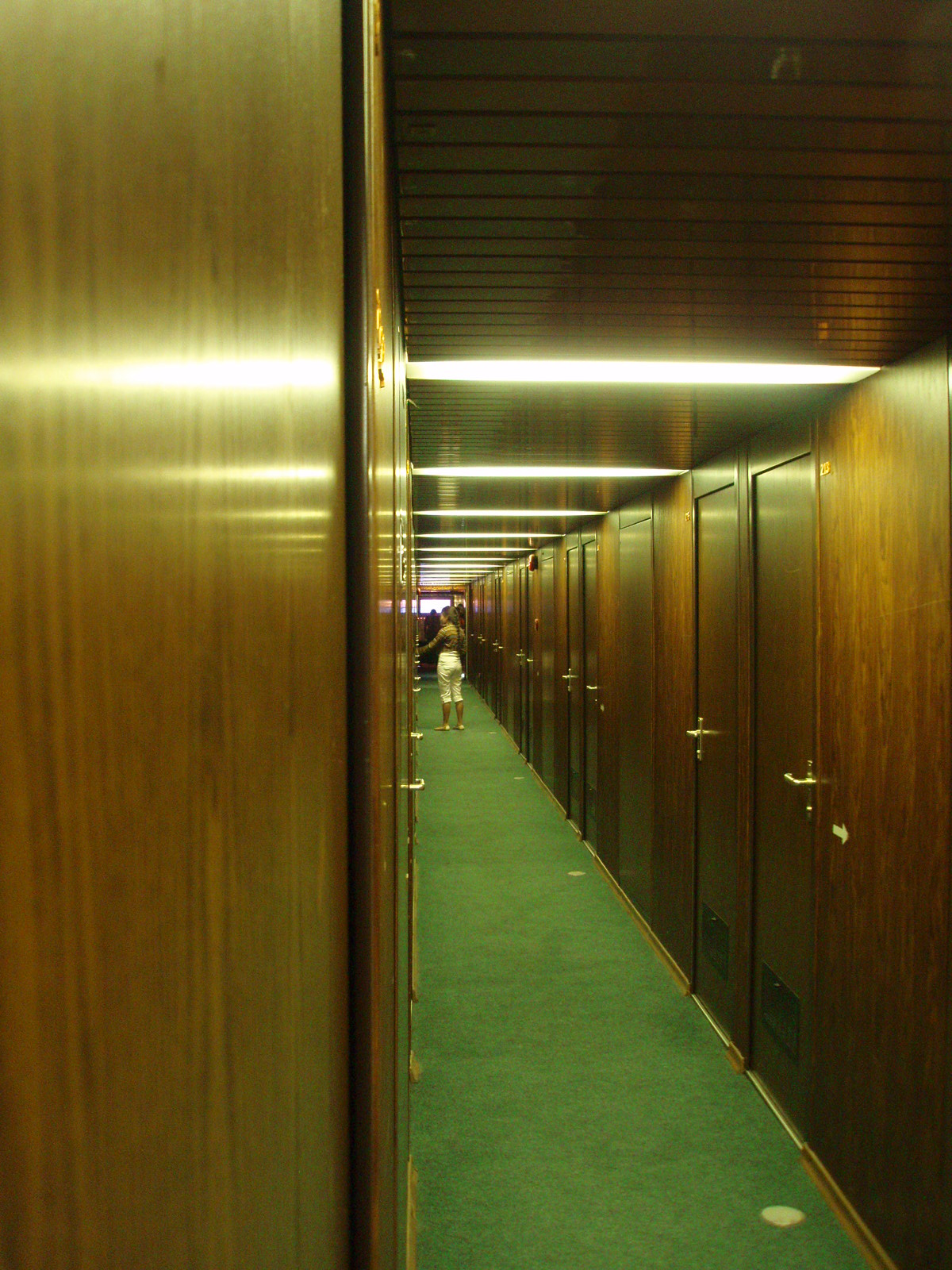
Коридор шлюпочной палубы
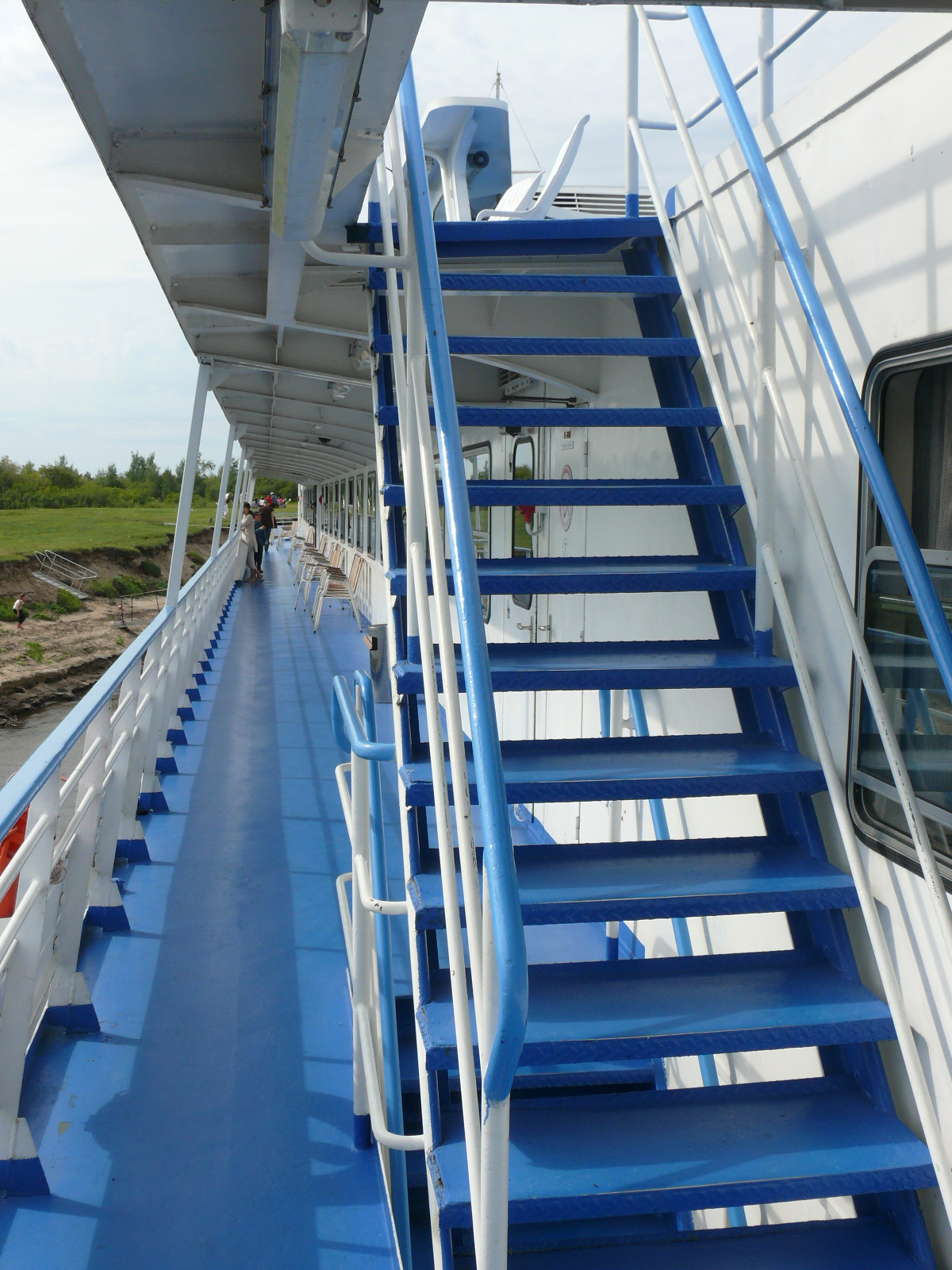
Шлюпочная палуба
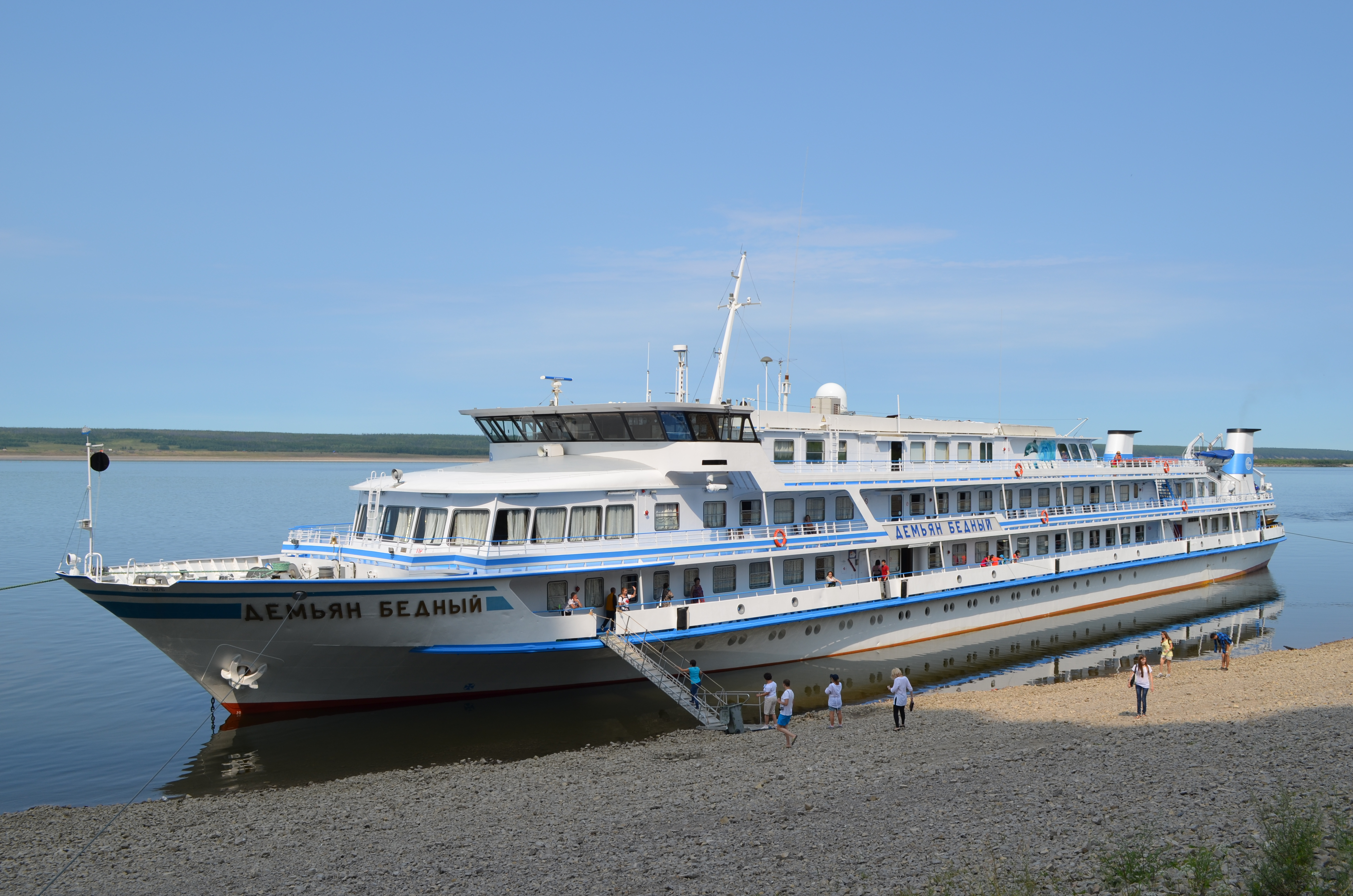
Теплоход на стоянке у Ленских столбов
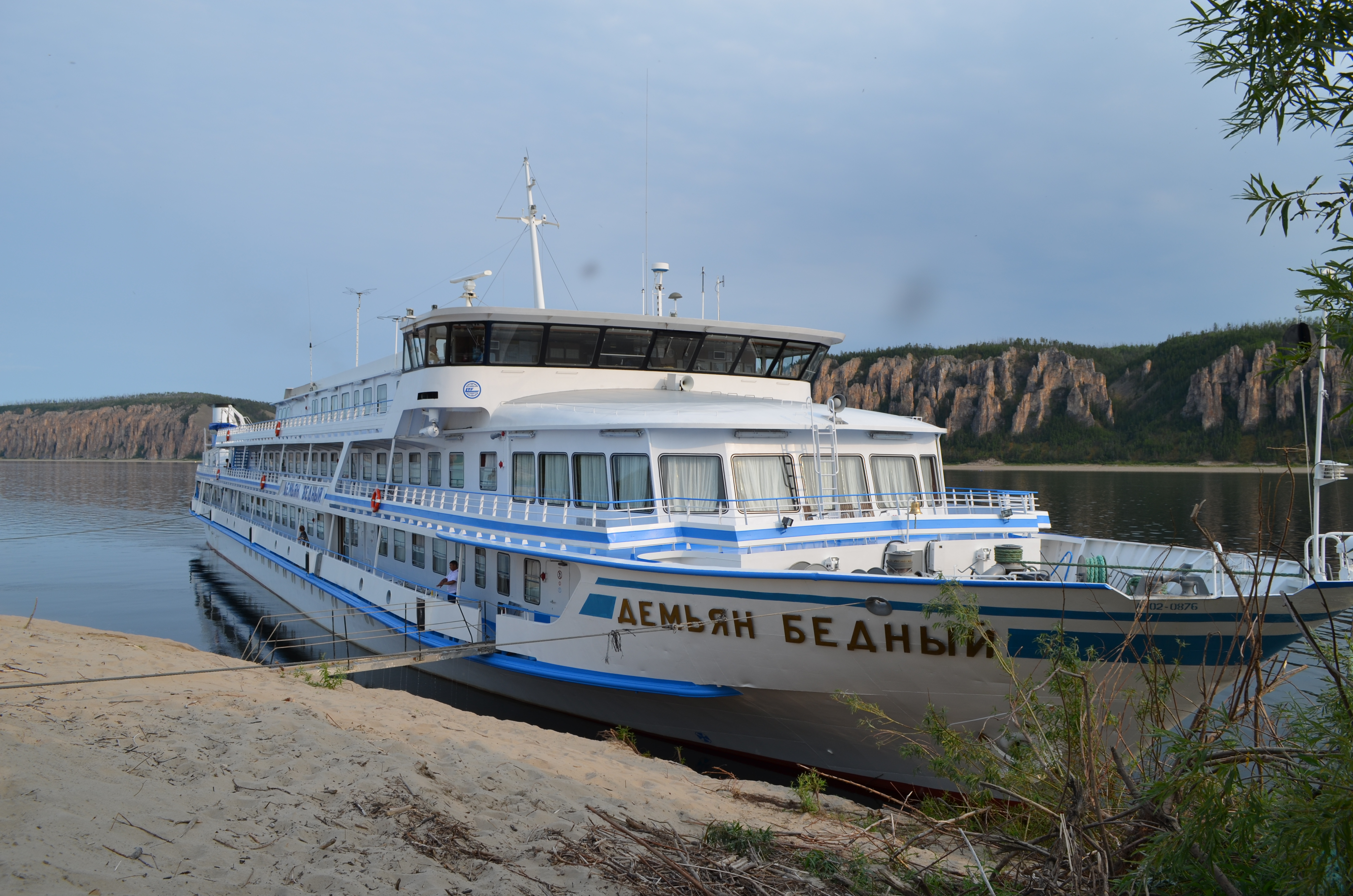
Теплоход на стоянке напротив Ленских столбов
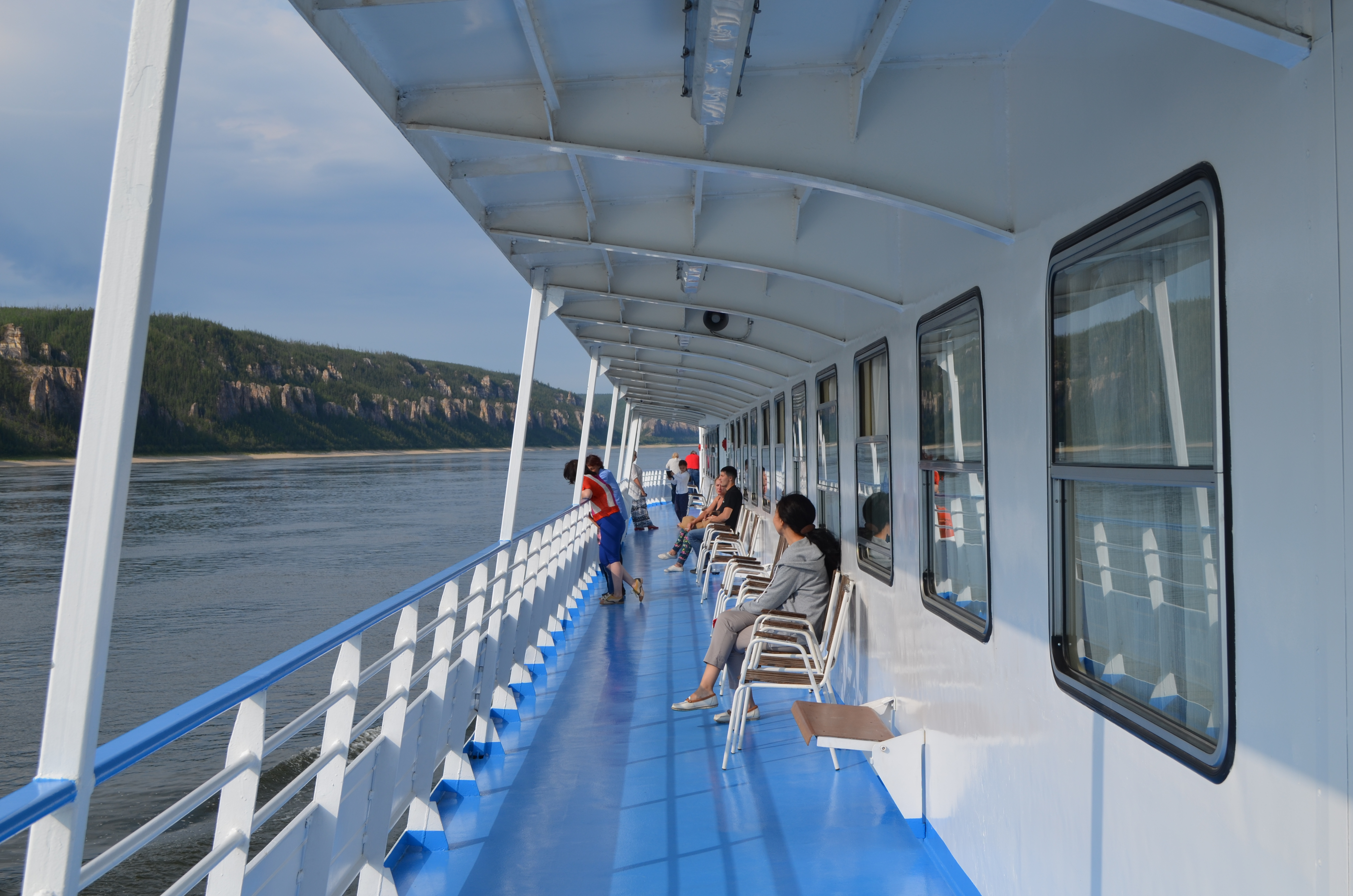
Туристы на шлюпочной палубе
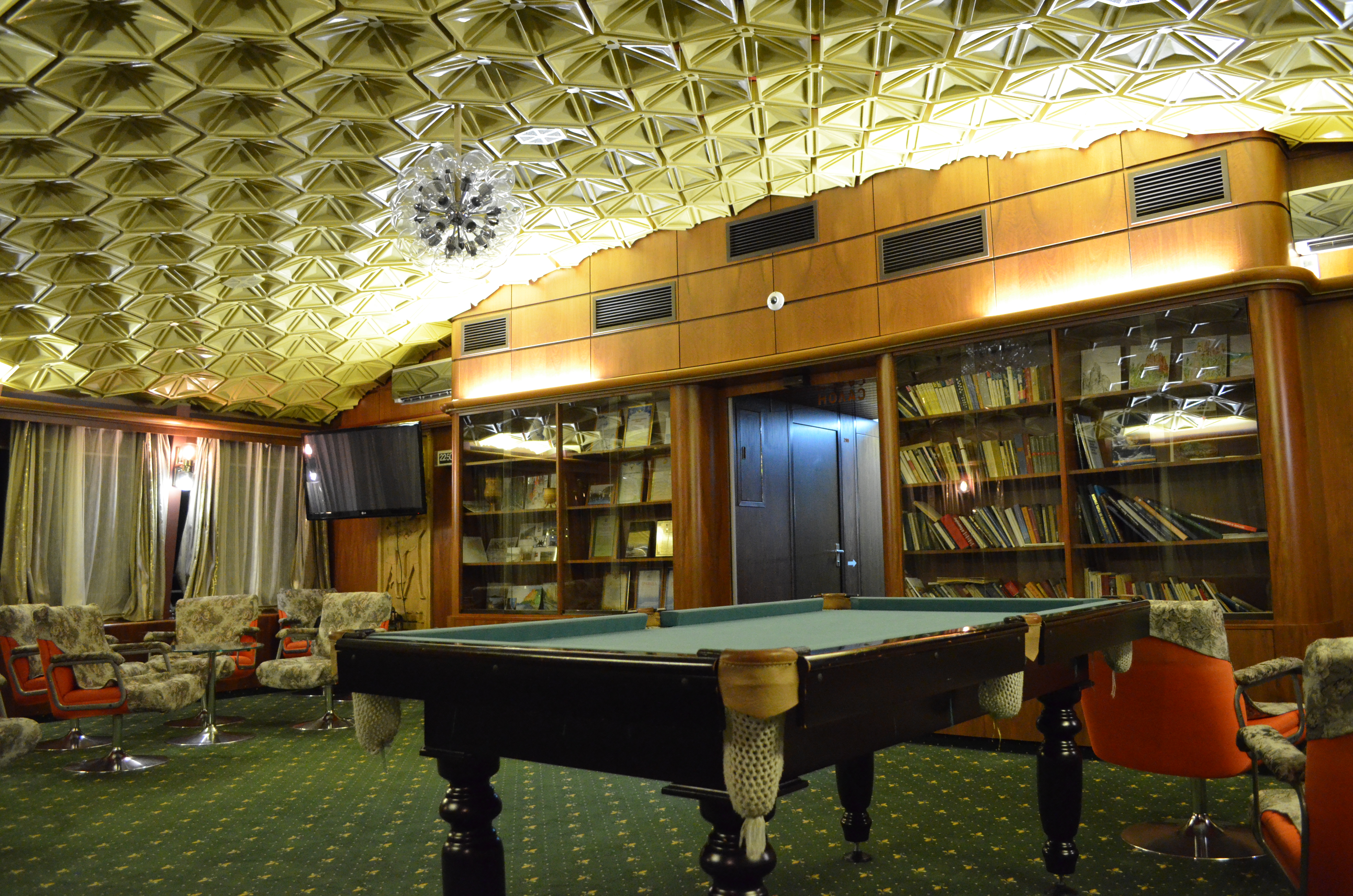
Читальный зал
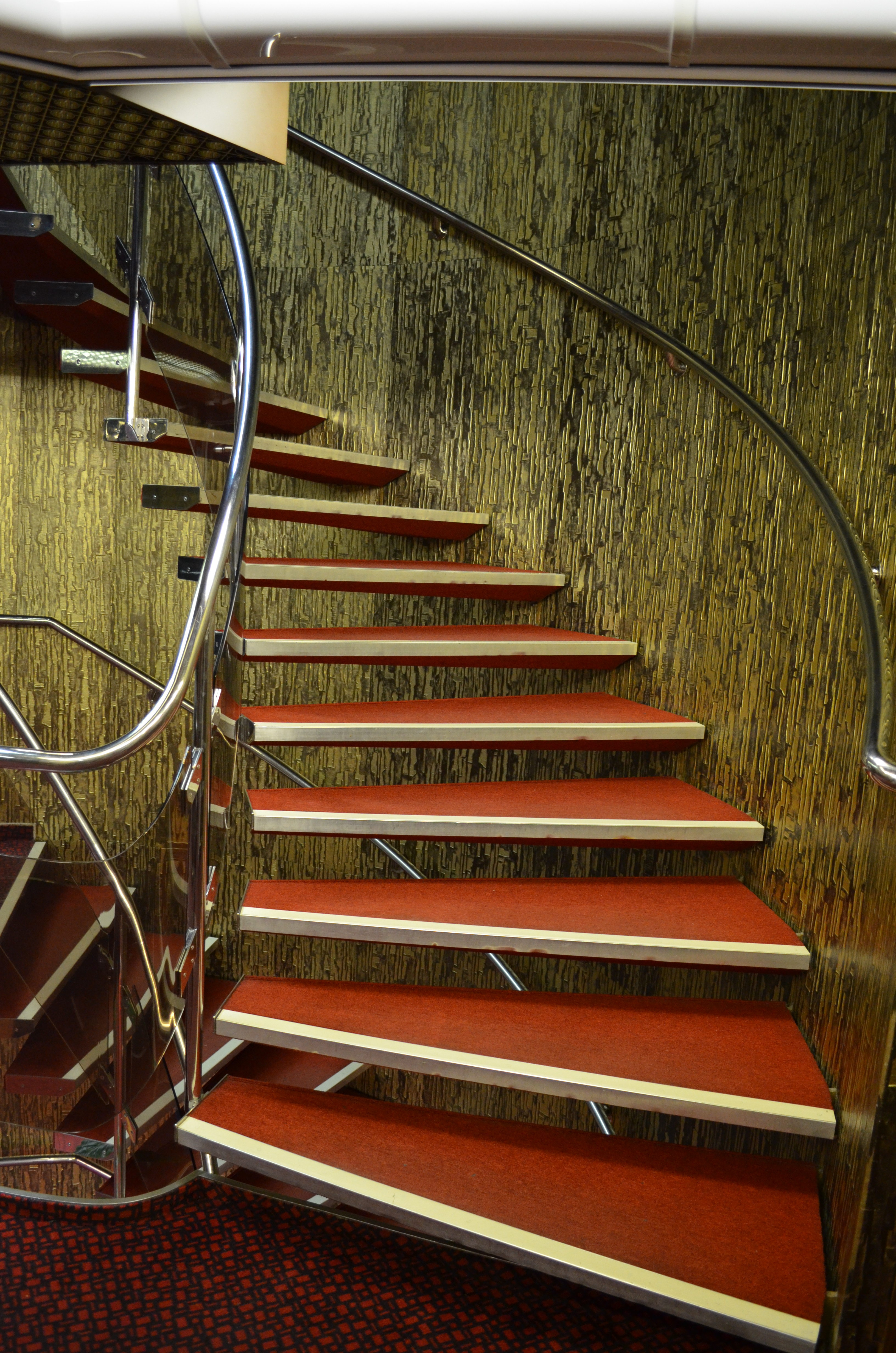
Лестница между палубами
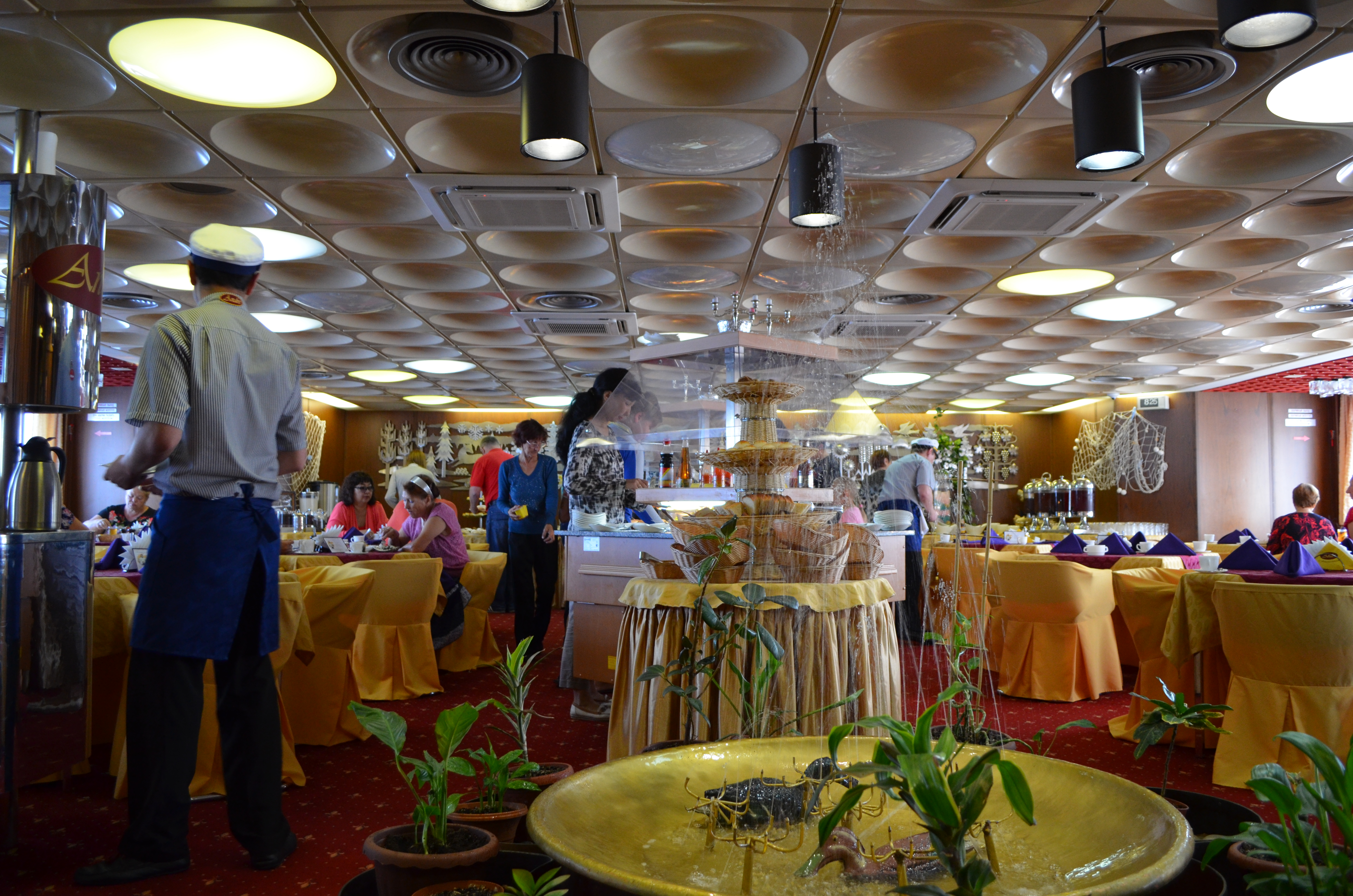
Ресторан
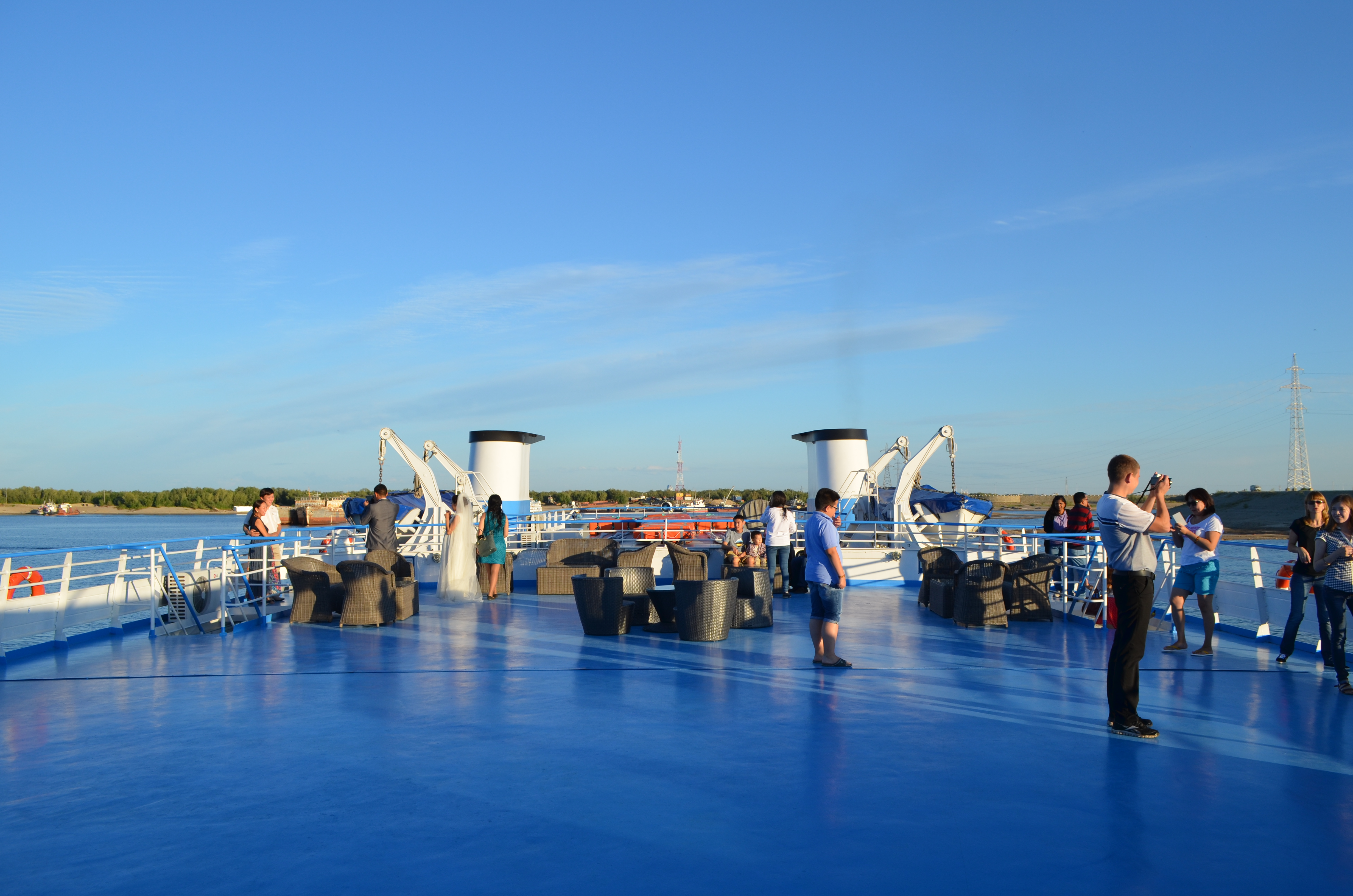
Солнечная палуба
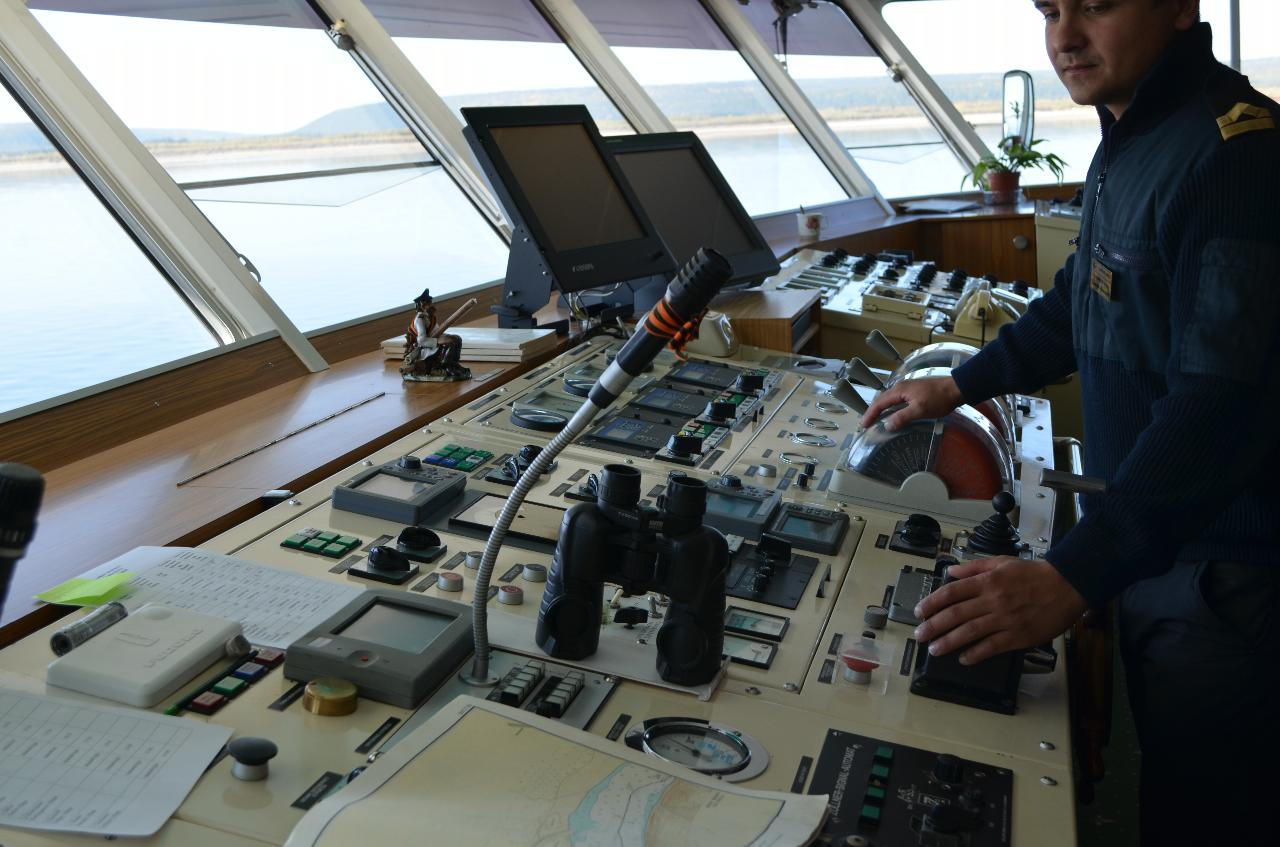
Рулевая рубка